# Bredvassa göl
Bredvassa göl är en sjö i Västerviks kommun i Småland och ingår i Vindån-Storåns huvudavrinningsområde.